# Radoslav Kováč
Radoslav Kováč (Praga, República Checa, 27 de noviembre de 1979) es un exfutbolista checo. Jugaba de defensa y su primer equipo fue el Sigma Olomouc. Jugó en el West Ham United entre 2009 y 2011.

## Trayectoria
Kováč empezó su carrera profesional en el Sigma Olomouc. 
En 2003 ficha por el Sparta Praga, equipo con el que gana una Liga y una Copa de la República Checa.
En 2005 se marcha a jugar a la Liga Premier de Rusia, con el Spartak de Moscú, su actual club.
El 20 de julio de 2008 salió a la palestra debido a que un espóntaneo salió al terreno de juego cuando se enfrentaba el FC Lokomotiv Moscú  y FC Spartak Moscú y entonces Kovac le propinó una patada por detrás mientras el aficionado corría por el campo; como consecuencia de esto surgió algo impredecible ya que el árbitro le mostró la tarjeta amarilla.

## Selección nacional
Fue campeón de la Eurocopa sub-21 con su país en 2002. 
Ha sido internacional con la selección absoluta de la República Checa en 30 ocasiones. Su debut como internacional se produjo el 9 de octubre de 2004 en un partido contra Rumania.
Participó con su selección en la Copa Mundial de Fútbol de Alemania de 2006 disputando un encuentro.
Fue convocado para disputar la Eurocopa de Austria y Suiza de 2008, donde jugó unos minutos ante Suiza.

### Participaciones en Copas del Mundo
| Mundial                        | Sede     | Resultado    |
| ------------------------------ | -------- | ------------ |
| Copa Mundial de Fútbol de 2006 | Alemania | Primera fase |

## Clubes
| Club             | País            | Año       |
| ---------------- | --------------- | --------- |
| Sigma Olomouc    | República Checa | 1997-2003 |
| AC Sparta Praga  | República Checa | 2003-2004 |
| FC Spartak Moscú | Rusia           | 2005-2009 |
| West Ham United  | Inglaterra      | 2009-2011 |
| FC Basel         | Suiza           | 2011-2012 |
| Slovan Liberec   | República Checa | 2013-2014 |
| AC Sparta Praga  | República Checa | 2014-2016 |

## Palmarés

### Campeonatos nacionales
| Título                     | Club            | País            | Año  |
| -------------------------- | --------------- | --------------- | ---- |
| Copa de la República Checa | AC Sparta Praga | República Checa | 2004 |
| Gambrinus liga             | AC Sparta Praga | República Checa | 2005 |

### Copas internacionales
| Título          | Club (*)                               | País            | Año  |
| --------------- | -------------------------------------- | --------------- | ---- |
| Eurocopa sub-21 | Selección sub-21 de la República Checa | República Checa | 2002 |

- (*) Incluye la selección.

- Datos: Q299604
- Multimedia: Radoslav Kováč / Q299604